# Élections législatives de 1898 en Charente
Les élections législatives de 1898 ont eu lieu les 8 et 22 mai 1898.

## Élus
|   | Circonscription | Député sortant                |  | Groupe parlementaire       | Député élu                 |  | Groupe parlementaire           |
| - | --------------- | ----------------------------- |  | -------------------------- | -------------------------- |  | ------------------------------ |
| 1 | 1re d'Angoulême | Edgard Laroche-Joubert        |  | Union libérale des Droites | Edgard Laroche-Joubert     |  | Républicains indépendants      |
| 2 | 2e d'Angoulême  | Étienne Gellibert des Seguins |  | Union libérale des Droites | Paul Déroulède             |  | Non inscrit                    |
| 3 | Barbezieux      | Louis-Eugène Arnous           |  | Union libérale des Droites | Louis-Eugène Arnous        |  | Républicains indépendants      |
| 4 | Cognac          | Gustave Cunéo d'Ornano        |  | Union libérale des Droites | Gustave Cunéo d'Ornano     |  | Groupe de la Défense nationale |
| 5 | Confolens       | Antoine Babaud-Lacroze        |  | GRG                        | Antoine Babaud-Lacroze     |  | GRG                            |
| 6 | Ruffec          | René François Gautier         |  | Union libérale des Droites | Pierre Limouzain-Laplanche |  | Gauche démocratique            |

## Résultats à l'échelle du département
| Partis         | Partis                     | Premier tour | Premier tour | Deuxième tour | Deuxième tour | Sièges |
| Partis         | Partis                     | Voix         | %            | Voix          | %             | Sièges |
| -------------- | -------------------------- | ------------ | ------------ | ------------- | ------------- | ------ |
|                | Républicains progressistes | 45 047       | 54,28        | 6 513         | 51,24         | 2      |
|                | Monarchistes               | 15 352       | 18,50        |               |               | 2      |
|                | Ralliés                    | 13 540       | 16,32        | 6 198         | 48,76         | 1      |
|                | Révisionnistes             | 7 768        | 9,36         |               |               | 1      |
|                | Socialistes                | 1 169        | 1,41         | 0             |               |        |
|                | Divers                     | 111          | 0,13         | 0             |               |        |
|                |                            |              |              |               |               |        |
| Inscrits       | Inscrits                   | 112 200      | 100,00       | 16 266        | 100,00        | 6      |
| Votants        | Votants                    | 86 172       | 76,80        | 12 920        | 79,43         |        |
| Abstentions    | Abstentions                | 26 028       | 23,20        | 3 346         | 20,57         |        |
| Blancs et nuls | Blancs et nuls             | 3 185        | 3,70         | 209           | 1,62          |        |
| Exprimés       | Exprimés                   | 82 987       | 96,30        | 12 711        | 98,38         |        |

## Résultats par arrondissement

### Arrondissement d'Angoulême

#### 1ère circonscription
| Candidat       | Candidat               | Parti                    | Premier tour | Premier tour |
| Candidat       | Candidat               | Parti                    | Voix         | %            |
| -------------- | ---------------------- | ------------------------ | ------------ | ------------ |
|                | Edgard Laroche-Joubert | Rallié                   | 8 494        | 56,17        |
|                | Valory Le Bicolais     | Républicain progressiste | 6 627        | 43,83        |
|                |                        |                          |              |              |
| Inscrits       | Inscrits               | Inscrits                 | 19 927       | 100,00       |
| Votants        | Votants                | Votants                  | 15 398       | 77,27        |
| Abstention     | Abstention             | Abstention               | 4 529        | 22,73        |
| Blancs et nuls | Blancs et nuls         | Blancs et nuls           | 277          | 1,80         |
| Exprimés       | Exprimés               | Exprimés                 | 15 121       | 98,20        |

#### 2ecirconscription
| Candidat       | Candidat       | Parti                    | Premier tour | Premier tour |
| Candidat       | Candidat       | Parti                    | Voix         | %            |
| -------------- | -------------- | ------------------------ | ------------ | ------------ |
|                | Paul Déroulède | Révisionniste            | 7 768        | 52,43        |
|                | Mulac          | Républicain progressiste | 5 880        | 39,68        |
|                | Legrand        | Socialiste               | 1 169        | 7,89         |
|                |                |                          |              |              |
| Inscrits       | Inscrits       | Inscrits                 | 20 518       | 100,00       |
| Votants        | Votants        | Votants                  | 15 067       | 73,43        |
| Abstention     | Abstention     | Abstention               | 5 451        | 26,57        |
| Blancs et nuls | Blancs et nuls | Blancs et nuls           | 250          | 2,66         |
| Exprimés       | Exprimés       | Exprimés                 | 14 817       | 98,34        |

### Arrondissement de Barbezieux
| Candidat       | Candidat            | Parti                    | Premier tour | Premier tour |
| Candidat       | Candidat            | Parti                    | Voix         | %            |
| -------------- | ------------------- | ------------------------ | ------------ | ------------ |
|                | Louis-Eugène Arnous | Monarchiste              | 6 595        | 55,27        |
|                | Hippolyte Laroche   | Républicain progressiste | 5 337        | 44,73        |
|                |                     |                          |              |              |
| Inscrits       | Inscrits            | Inscrits                 | 14 214       | 100,00       |
| Votants        | Votants             | Votants                  | 12 120       | 85,27        |
| Abstention     | Abstention          | Abstention               | 2 094        | 14,73        |
| Blancs et nuls | Blancs et nuls      | Blancs et nuls           | 188          | 1,55         |
| Exprimés       | Exprimés            | Exprimés                 | 11 932       | 98,45        |

### Arrondissement de Cognac
| Candidat       | Candidat               | Parti                    | Premier tour | Premier tour |
| Candidat       | Candidat               | Parti                    | Voix         | %            |
| -------------- | ---------------------- | ------------------------ | ------------ | ------------ |
|                | Gustave Cuneo d'Ornano | Monarchiste              | 8 757        | 52,94        |
|                | Armand Robin           | Républicain progressiste | 7 674        | 46,39        |
|                | Rousseau               | Divers                   | 111          | 0,67         |
|                |                        |                          |              |              |
| Inscrits       | Inscrits               | Inscrits                 | 20 747       | 100,00       |
| Votants        | Votants                | Votants                  | 16 907       | 81,49        |
| Abstention     | Abstention             | Abstention               | 3 840        | 18,51        |
| Blancs et nuls | Blancs et nuls         | Blancs et nuls           | 365          | 2,16         |
| Exprimés       | Exprimés               | Exprimés                 | 16 542       | 97,84        |

### Arrondissement de Confolens
| Candidat       | Candidat               | Parti                    | Premier tour | Premier tour |
| Candidat       | Candidat               | Parti                    | Voix         | %            |
| -------------- | ---------------------- | ------------------------ | ------------ | ------------ |
|                | Antoine Babaud-Lacroze | Républicain progressiste | 12 281       | 100,00       |
|                |                        |                          |              |              |
| Inscrits       | Inscrits               | Inscrits                 | 20 528       | 100,00       |
| Votants        | Votants                | Votants                  | 14 090       | 68,64        |
| Abstention     | Abstention             | Abstention               | 6 438        | 31,36        |
| Blancs et nuls | Blancs et nuls         | Blancs et nuls           | 1 809        | 12,84        |
| Exprimés       | Exprimés               | Exprimés                 | 12 281       | 87,16        |

### Arrondissement de Ruffec
| Candidat       | Candidat                   | Parti                    | Premier tour | Premier tour | Deuxième tour | Deuxième tour |
| Candidat       | Candidat                   | Parti                    | Voix         | %            | Voix          | %             |
| -------------- | -------------------------- | ------------------------ | ------------ | ------------ | ------------- | ------------- |
|                | Touzaud                    | Rallié                   | 5 046        | 41,04        | 6 198         | 48,76         |
|                | Pierre Limouzain-Laplanche | Républicain progressiste | 3 799        | 30,90        | 6 326         | 49,77         |
|                | Marot                      | Républicain progressiste | 3 161        | 25,71        | 187           | 1,47          |
|                | Baudinaud                  | Républicain progressiste | 288          | 2,34         |               |               |
|                |                            |                          |              |              |               |               |
| Inscrits       | Inscrits                   | Inscrits                 | 16 266       | 100,00       | 16 266        | 100,00        |
| Votants        | Votants                    | Votants                  | 12 590       | 77,40        | 12 920        | 79,43         |
| Abstention     | Abstention                 | Abstention               | 3 676        | 22,60        | 3 346         | 20,57         |
| Blancs et nuls | Blancs et nuls             | Blancs et nuls           | 296          | 2,35         | 209           | 1,62          |
| Exprimés       | Exprimés                   | Exprimés                 | 12 294       | 97,65        | 12 711        | 98,38         |